# Lermanda
Lermanda est un village ou contrée faisant partie de la municipalité de Vitoria-Gasteiz dans la province d'Alava dans la Communauté autonome basque.
Il se situe près de l'autoroute A-1. Aujourd'hui il est entouré par la zone industrielle de Jundiz.

## Démographie
| 2000 | 2001 | 2002 | 2003 | 2004 | 2005 | 2006 | 2007 |
| ---- | ---- | ---- | ---- | ---- | ---- | ---- | ---- |
| 13   | 13   | 11   | 13   | 13   | 12   | 18   | 17   |

## Voir également
- Liste des municipalités d'Alava